# Big Jack Johnson
Jack N. Johnson, művésznevén Big Jack Johnson (1939 vagy 1940. július 30. – 2011. március 14.) amerikai elektromos blues zenész, az Delta blues hangjának kései megszólítója. Azon ritka zenészek közé tartozott, aki mandolinon is játszott.

## Díjai, elismerései
- 2003-ban elnyerte a  W. C. Handy díjat

## Lemezeiből
- The Oil Man (1987)
- Rooster Blues (1987)
- Daddy, When Is Mama Comin' Home (1991)
- We Got to Stop This Killin (1996)
- Live in Chicago (1997)
- All the Way Back (1998)
- Live in Chicago (1998)
- Roots Stew (2000)
- The Memphis Barbecue Sessions (2002)
- Black Snake Moan (2007)
- Juke Joint Saturday Night Live (2008)
- Katrina (2009)
- Big Jack's Way  (2010)[4]

## Filmjei
- The Jewish Cowboys (2003) (TV)
- Deep Blues: A Musical Pilgrimage to the Crossroads (1992)